# Dieter Rehm (Fotokünstler)
Dieter Rehm (* 1955 in Memmingen) ist Fotokünstler. Er war von 2010 bis 2022 Präsident der Akademie der Bildenden Künste in München.

## Leben
Dieter Rehm wurde 1955 im oberschwäbischen Memmingen geboren. Er studierte von 1974 bis 1981 Malerei, Fotografie und Kunstpädagogik an der Kunstakademie München u. a. bei Gerd Winner. Von 1978 bis 1996 war er bei ECM Records als Fotograf für die visuelle Gestaltung tätig; seine erste Arbeit für ECM war das Foto, das das Cover des Albums The Touchstone der englischen Gruppe Azimuth illustrierte. Es zeigte die zeichenhafte Wolkenlinie eines Flugzeugs auf einem gleißenden Himmel.
Seit 2001 hat er eine Professur für Fotografie an der Akademie der Bildenden Künste in München inne. Dort amtierte er von 2007 bis 2009 als Prorektor sowie von 2010 bis 2022 während zwei Amtszeiten als Präsident.
Er lebt und arbeitet in München und Memmingen.

## Ehrungen und Auszeichnungen
- 1981: Prix Spécial pour l’Expérimentation Photographique, Freiburg im Üechtland
- 1983: Gebhard-Fugel-Kunstpreis, München
- 1983: DAAD-Stipendium für London (1983–1984)
- 1987: Bayerischer Staatspreis für Fotografie
- 1993: Kulturpreis der Stadt Memmingen
- 2002: Kulturpreis der Rupert-Gabler-Stiftung